# 斯特里克勒 (阿肯色州)
斯特里克勒（英語：Strickler）是位於美國阿肯色州華盛頓縣的一個非建制地區。該地的面積和人口皆未知。

## 地理
斯特里克勒的座標為35°50′01″N 94°18′48″W / 35.83361°N 94.31333°W，而該地的平均海拔高度為461米（即1512英尺）。